# Lista papilor și patriarhilor Bisericii Ortodoxe Copte
A nu se confunda cu Lista papilor și patriarhilor Bisericii Ortodoxe a Alexandriei
Papa Alexandriei și Patriarhul Scaunului Sfântului Marcu este capul Bisericii Ortodoxe Copte, succesor al Sfântului Apostol și Evanghelist Marcu. 
Lista papilor și patriarhilor Bisericii Ortodoxe Copte este similară cu cea a Bisericii Ortodoxe a Alexandriei până în anul 451, când a avut loc Sinodul al IV-lea Ecumenic de la Calcedon, în urma căruia a avut loc schisma dintre cele două biserici.

## Până laConciliul de la Calcedon
| Pontificat | Nume                          |
| ---------- | ----------------------------- |
| 42-62      | Marcu (Sf. Evanghelist Marcu) |
| 62-84      | Anian                         |
| 84-98      | Avilios                       |
| 98-110     | Chedron                       |
| 110-121    | Primus                        |
| 121-131    | Iust                          |
| 131-144    | Eumene                        |
| 144-154    | Marcu al II-lea               |
| 154-167    | Cheladion                     |
| 167-179    | Agripin                       |
| 179-189    | Iulian                        |
| 189-232    | Dimitrie                      |
| 232-248    | Heraclas                      |
| 248-265    | Dionisie                      |
| 265-282    | Maxim                         |
| 282-300    | Teona                         |
| 300-311    | Petru I                       |
| 311-312    | Ahila                         |
| 313-326    | Alexandru                     |
| 326-373    | Atanasie I                    |
| 373-380    | Petru al II-lea               |
| 380-385    | Timotei I                     |
| 385-412    | Teofil I                      |
| 412-444    | Chiril I                      |
| 444-451    | Dioscor I                     |

## DupăConciliul de la Calcedon
| Pontificat   | Nume                |
| ------------ | ------------------- |
| 451-454      | Dioscor I           |
| 457-477      | Timotei al II-lea   |
| 477-489      | Petru al III-lea    |
| 489-496      | Atanasie al II-lea  |
| 496-505      | Ioan I              |
| 505-516      | Ioan al II-lea      |
| 516-518      | Dioscor al II-lea   |
| 518-536      | Timotei al III-lea  |
| 536-567      | Teodosie I          |
| 567-576      | Petru al IV-lea     |
| 576-605      | Damian              |
| 605-616      | Anastasie           |
| 616-623      | Andronic            |
| 623-662      | Veniamin I          |
| 662-680      | Agathon             |
| 680-689      | Ioan al III-lea     |
| 689-692      | Isaac               |
| 692-699      | Simeon I            |
| 704-729      | Alexandru al II-lea |
| 729-730      | Cosma I             |
| 730-742      | Teodor I            |
| 743-767      | Mihail I            |
| 767-776      | Mina I              |
| 777-799      | Ioan al IV-lea      |
| 799-819      | Marcu al II-lea     |
| 819-830      | Iacob               |
| 830          | Simeon al II-lea    |
| 831-849      | Iosif I             |
| 849-851      | Mihail al II-lea    |
| 851-858      | Cosma al II-lea     |
| 859-880      | Shenouda I          |
| 880-907      | Mihail al III-lea   |
| 910-920      | Gabriel I           |
| 920-932      | Cosma al III-lea    |
| 932-952      | Macarie I           |
| 952-956      | Teofil al II-lea    |
| 956-974      | Mina al II-lea      |
| 975-978      | Avraam              |
| 979-1003     | Filotei             |
| 1004-1032    | Zaharia             |
| 1032-1046    | Shenouda al II-lea  |
| 1046-1077    | Cristodul           |
| 1078-1092    | Chiril al II-lea    |
| 1092-1102    | Mihail al IV-lea    |
| 1102-1128    | Macarie al II-lea   |
| 1131-1145    | Gabriel al II-lea   |
| 1145-1146    | Mihail al V-lea     |
| 1147-1166    | Ioan al V-lea       |
| 1166-1189    | Marcu al III-lea    |
| 1189-1216    | Ioan al VI-lea      |
| 1235-1243    | Chiril al III-lea   |
| 1250-1261    | Atanasie al III-lea |
| 1262-1268    | Ioan al VII-lea     |
| 1268-1271    | Gabriel al III-lea  |
| 1271-1274    | Ioan al VII-lea     |
| 1274-1300    | Teodosie al II-lea  |
| 1300-1320    | Ioan al VIII-lea    |
| 1320-1327    | Ioan al IX-lea      |
| 1327-1339    | Veniamin al II-lea  |
| 1340-1348    | Petru al V-lea      |
| 1349-1363    | Marcu al IV-lea     |
| 1363-1369    | Ioan al X-lea       |
| 1370-1378    | Gabriel al IV-lea   |
| 1378-1409    | Matei I             |
| 1409-1427    | Gabriel al V-lea    |
| 1427-1452    | Ioan al XI-lea      |
| 1452-1465    | Matei al II-lea     |
| 1466-1474    | Gabriel al VI-lea   |
| 1477-1478    | Mihail al VI-lea    |
| 1480-1483    | Ioan al XII-lea     |
| 1484-1524    | Ioan al XIII-lea    |
| 1525-1570    | Gabriel al VII-lea  |
| 1571-1586    | Ioan al XIV-lea     |
| 1587-1603    | Gabriel al VIII-lea |
| 1603-1619    | Marcu al V-lea      |
| 1619-1629    | Ioan al XV-lea      |
| 1631-1646    | Matei al III-lea    |
| 1646-1656    | Marcu al VI-lea     |
| 1660-1675    | Matei al IV-lea     |
| 1676-1718    | Ioan al XVI-lea     |
| 1718-1726    | Petru al VI-lea     |
| 1727-1745    | Ioan al XVII-lea    |
| 1745-1769    | Marcu al VII-lea    |
| 1769-1796    | Ioan al XVIII-lea   |
| 1796-1809    | Marcu al VIII-lea   |
| 1809-1852    | Petru al VII-lea    |
| 1854-1861    | Chiril al IV-lea    |
| 1861-1870    | Dimitrie al II-lea  |
| 1874-1927    | Chiril al V-lea     |
| 1928-1942    | Ioan al XIX-lea     |
| 1944-1945    | Macarie al III-lea  |
| 1946-1956    | Iosif al II-lea     |
| 1959-1971    | Chiril al VI-lea    |
| 1971-2002    | Shenouda al III-lea |
| 2012-prezent | Teodor al II-lea    |